# Muntuismo
Muntuísmo, neologismo tirado da palavra Muntu (pessoa na língua bantu), se propõe como denominação de um modelo teórico de "personalismo africano". A corrente do personalismo, notoriamente lançada na França na primeira metade do século passado por Emmanuel Mounier, encontra o seu habitat mais natural na cultura africana que é essencialmente personalista, enquanto se sustenta sobre os três pilares desta corrente: pessoa, comunidade, Deus. No ocidente, estes pilares desmoronaram: Deus já morreu (executado pelas instância niilistas e positivistas da contemporaneidade); a comunidade é concebida prevalentemente como espaço de reivindicação dos direitos individuais (no sentido da filosofia marxista ou filosofia da praxe) e a pessoa é reduzida ao indivíduo sem nenhuma dimensão transcendental, sufocado na sua finitude (do preconceituoso fechamento da cultura à ideia de Deus ficou consequentemente também fechado o acesso à verdade da pessoa). O Muntuísmo, a diferença do Ubuntuísmo e do Bantuísmo que acentuam mais a dimensão comunitária, coloca no centro o Muntu o qual não desaparece diante da comunidade (o comunitarismo africano é muitas vezes um lugar comum contradito pela realidade) e nem diante de Deus (lembrar que os africanos chegaram ao monoteísmo antes dos gregos e romanos!), mas encontra propriamente a sua verdade plurimilenaria na dimensão horizontal e vertical da sua existência. Uma maior ênfase da centralidade da pessoa em relação à comunidade, poderá marcar uma nova dinámica no desenvolvimento da humanitas africana. “I am (Muntu) because I believe (Deus) and I love (Comunidade)”: é o aforisma que melhor sintetiza os três pilares do muntuísmo, ou seja, do personalismo africano.

## O Livro
O livro é resultado da pesuisa para o doutoramento em ciências pedagógicas pela Universidade de Bérgamo (Universitá Degli Studi di Bergamo), na Itália, sob o título L'idea di persona nella filosofia africana contemporanea.
Na introdução o autor escreve: “Muntuismo. A ideia de pessoa na filosofia africana contemporânea” é um título que revela, simultaneamente, o objectivo, o objecto formal e o objecto material da nossa pesquisa. O objecto material é composto pela produção filosófica dos mais significativos autores africanos da era contemporânea, desde a segunda metade do século passado até aos dias que correm, e pela Palabre com os sábios africanos do território de Inhambane (Moçambique), com os quais discutimos aspectos ligados ao nosso tema. O objecto formal é, precisamente, a ideia de pessoa, ou seja, um modelo teórico que satisfaça concomitantemente o carácter universal - a sua verdade acerca do Homem - e histórico, a sua coerência com a tradição africana. Por fim, o objectivo da pesquisa coincide com o objecto formal, isto é, com a justificação crítica de tal modelo. O pressuposto teórico é que tal modelo seja racional porque conforme a estrutura antropológica ao ponto de expressar não apenas o ser da pessoa africana, mas a sua verdade, visto que na sua universalidade inclui-se a sua verdade, a sua racionalidade. A dissertação divide-se em três partes. A primeira parte constitui uma reconstrução da história das ideias, por meio de uma análise crítica de textos de filósofos africanos que reflectiram significativamente acerca da pessoa africana. Na segunda parte confluem os resultados dos estudos e a Palabre com vários sábios africanos do território de Inhambane, por mediação metodológica da Sage Philosophy, que confirmam as ideias surgidas na análise crítica desenvolvida na primeira parte. Finalmente, na terceira parte, após retomar sistematicamente os resultados das partes precedentes, delineia-se o modelo teórico de pessoa africana deduzido da pesquisa efectuada. O modelo emergente vem denominado por meio de um neologismo: “Muntuismo”. Segundo a nossa proposta, o “Muntuismo" apresenta-se como o modelo teórico sobre o qual se desenvolve o personalismo africano.

## Extracto do Livro
Os velhos da terra de Sewe (Inhambane, Moçambique), contam que a 10 de Janeiro de 1498, o famoso navegador português, Vasco da Gama, a caminhos das índias, chegou com as suas embarcações na baía de Inhambane. Era um dia muito chuvoso. Avizinhando-se dos indígenas, perguntou-lhes qual era o nome da localidade. Vendo a forte chuva, estes dirigiram-lhe a palavra com um sorriso nos lábios: “Bela nyumbani” (“entre em casa”) e o ofereceram-lhes hospitalidade e produtos locais. Impressionado por tanta hospitalidade, Vasco da Gama escreveu no seu diário que naquele dia havia entrado na bela terra de “Inhambane”, terra de boa gente. De facto, havia interpretado as palavras dos indígenas como resposta à sua pergunta. Ainda hoje, a terra de Sewe é chamada “Inhambane”, “Terra da boa gente”. Esta história real, embora revestida de lenda, resume perfeitamente a natureza da pessoa africana: hospitaleira, aberta aos outros e generosa. Esta figura é um emblema não só da gente desta terra de Inhambane e de Moçambique, mas da África inteira. Se quiséssemos perguntar idealmente aos africanos qual é a sua ideia de pessoa, com um sorriso nos lábios, responderiam-nos ainda hoje com estas duas palavras, que valem muito mais do que inteiros tratados filosóficos sobre a pessoa: “Bela nyumbani !”

## Sobre o autor
Ezio Lorenzo Bono, professor de Filosofia contemporânea e africana, e de Filosofia da Educação na Universidade Pedagógica-Maxixe/UniSaF (Moçambique) onde é também Director; Professor nos cursos de Mestrado e Doutoramento na Universidade Pedagógica – Moçambique. Fez os seus estudos filosóficos, teológicos e pedagógicos em Itália, Brasil e Moçambique, concluindo com o doutoramento na “Universitá degli Studi di Bergamo” (Itália). Entre as suas publicações: - La possibilità di parlare di Dio in “Dio mistero del mondo” di Eberhard Jungel (Bergamo, 1987); - Ética ou retórica sobre o outro? As aporias da ética como filosofia primeira de Emmanuel Lévinas. Nas obras “Totalité e Infini” e “Autrement qu’être”, (Maputo, 2004); - L’idea di persona nella Filosofia africana contemporanea (Bergamo, 2011).